# Szeptember 22.
Szeptember 22. az év 265. (szökőévben 266.) napja a Gergely-naptár szerint. Az évből még 100 nap van hátra.
Névnapok: Móric + Armida, Armilla, Emerita, Írisz, Marót, Maurícia, Mór, Ottó, Tamás, Zelinda, Zella, Zöldike, Zsella
Ez az őszi (a déli félgömbön a tavaszi) nap-éj egyenlőség napja és az ősz (a déli félgömbön a tavasz) kezdete: ezen a napon az éjjelek és a nappalok a Föld minden pontján egyforma hosszúak. A nap-éj egyenlőség a naptárrendszer miatt szeptember 23-ára is eshet.

## Események
- 1692 – Boszorkányságért e napon akasztanak fel utoljára embert az USA-ban.
- 1848 – Kossuth Lajos az Országos Honvédelmi Bizottmány nevében kiáltványban hazahívja a külföldön szolgáló magyar katonákat.
- 1860 – Offenbach Eljegyzés lámpafényben c. művének bemutatója a pesti Nemzeti Színházban, Feleky Miklós fordításában. Ezzel a darabbal indult útjára magyar nyelven az operett.
- 1863 – Abraham Lincoln amerikai elnök megtartja az „Emancipációs Proklamáció" beszédét.
- 1869 – Münchenben bemutatják Richard Wagner operáját, az A Rajna kincsét (Das Rheingold).
- 1893 – Megépül az első autógyár Amerikában (Duryea testvérek).
- 1908 – Bulgária függetlenségének kikiáltása.
- 1944 – Szovjet és román csapatok támadása Torda térségében, melyet a magyar honvédség csak német páncélos erők segítségével tud visszaverni.
- 1947 – A magyar, a jugoszláv, a lengyel, a bolgár, román, a francia, az olasz, a szovjet és a cseh kommunista pártok megalakítják a Kominformot, a Kommunista és Munkáspártok Tájékoztató Irodáját.
- 1961 – Az Amerikai Egyesült Államok Kongresszusa törvénybe iktatta a John Fitzgerald Kennedy kezdeményezte Peace Corps (Békehadtest) megalapítását.
- 1964 – A Hegedűs a háztetőn című musical bemutatkozik a Broadwayen, később 3242 előadást ér meg.
- 1965 – Háború tör ki India és Pakisztán között Kasmír birtoklásáért.
- 1966 – E napon jelenti be a Dél-afrikai Köztársaság miniszterelnöke, hogy kormánya következetesen tovább kívánja folytatni a fajok elkülönítésének politikáját (apartheid).
- 1972 – Az NSZK és az NDK közlekedési szerződést kötnek.
- 1980 – Az Irán és Irak közötti határháború országos háborúvá fajul.
- 1980 – Az iraki légierő több hullámban bombázza az iráni repülőtereket és bázisokat.
- 1988 – A kormány felállítja az Országos Érdekegyeztető Tanácsot, célja: a Minisztertanács, a Szakszervezetek, a Gazdasági Kamara, az OKISZ, a SZÖVOSZ és a TOT érdekeinek összehangolása.
- 1991 – Koszovó kinyilvánítja függetlenségét, ezt azonban csak Albánia ismeri el.
- 1992 – Az ENSZ kizárja Jugoszláviát a boszniai eseményekben vállalt szerepe miatt.
- 1993 - A Sunset Limited távolsági járat kisiklik egy alabamai átkelő hídon. A katasztrófában 47-en vesztik életüket.
- 2001 – A Deep Space–1 első kísérleti űrrobot vizsgálja a Borelly-üstököst.
- 2002 – Az UNESCO a Fertő-tavat a Világörökség részévé nyilvánítja.
- 2006 – Elindul a japán Hinode napkutató űrszonda.
- 2018 – Előzetes megállapodást köt az Apostoli Szentszék és a Kínai Népköztársaság a katolikus püspökök kinevezési folyamatának rendezéséről. (A megállapodás részeként Ferenc pápa feloldotta valamennyi – a jóváhagyása nélkül kinevezett hét, illetve post mortem egy – állampárti püspök kiközösítését, és elismerte őket az egyház legitim püspökeinek.)[1]

## Sportesemények
Formula–1
- 1968 –  kanadai nagydíj, Mont Tremblant - Győztes: Denny Hulme  (McLaren Ford)
- 1974 –  kanadai nagydíj, Mosport Park - Győztes: Emerson Fittipaldi  (McLaren Ford)
- 1991 –  portugál nagydíj, Estoril - Győztes: Riccardo Patrese  (Williams Renault)
- 1996 –  portugál nagydíj, Estoril - Győztes: Jacques Villeneuve  (Williams Renault)
- 2013 –  szingapúri nagydíj, Singapore Street Circuit - Győztes:Sebastian Vettel  (Red Bull-Renault)

## Születések
- 1013 –  Richeza (vagy Rixa) lengyel hercegnő, magyar királyné, I. Béla felesége, I. Géza és Szent László anyja († 1075)
- 1523 – Charles de Bourbon bíboros, Rouen érseke, X. Károly néven a Szent Liga ellenkirálya († 1590)
- 1547 – Philipp Nicodemus Frischlin német humanista költő, tudós († 1590)
- 1570 – Henry Hudson angol felfedező († 1611)
- 1791 – Michael Faraday angol tudós, fizikus († 1867)
- 1845 – Hetyey Sámuel pécsi megyés püspök († 1903)
- 1860 – Kúnos Ignác nyelvész, turkológus, a török népköltészet úttörő jelentőségű kutatója, az MTA tagja († 1945)
- 1863 – Herczeg Ferenc magyar író, drámaíró († 1954)
- 1882 – Ábrányi Emil magyar zeneszerző, karmester († 1970)
- 1882 – Wilhelm Keitel német tábornok, a Wehrmacht vezérkari főnöke, második világháborús főbűnös († 1946)
- 1883 – Oslay Ferenc magyar-szlovén történész, irredenta, író († 1932)
- 1884 – Rády József magyar vívó, olimpiai bajnok († 1957)
- 1885 – Erich von Stroheim német színész, filmrendező („A nagy álom”) († 1957)
- 1885 – Benedek Marcell magyar író, műfordító († 1969)
- 1891 – Hans Albers német színész és énekes († 1960)
- 1893 – Lahner Emil magyar festőművész († 1980)
- 1901
  - Csuka Zoltán vajdasági magyar költő, műfordító († 1984)
  - Szabó Gyula jogász, cserkésztiszt, magyarországi országgyűlési képviselő († 1982)
- 1903 – Andrej Andrejevics Markov (ifj.) szovjet-orosz matematikus, id. A. A. Markov fia († 1979)
- 1906 – Bulla Béla magyar földrajztudós, egyetemi tanár, az MTA levelező tagja († 1962)
- 1906 – Zombori Ödön (Janicsek Ödön) magyar olimpiai bajnok birkózó († 1989)
- 1909 – Szilágyi Ákos magyar grafikus, rajzfilmkészítő, bélyegtervező († 1971)
- 1910 – Faludy György Kossuth-díjas magyar költő, műfordító († 2006)
- 1912 – Martinkó András magyar nyelvész, irodalomtörténész († 1989)
- 1914 – Martha Scott amerikai színésznő († 2003)
- 1918 – Henryk Szeryng lengyel hegedűművész († 1988)
- 1925 – Lengyel János magyar színész († 1995)
- 1929 – Váradi Hédi Jászai- és Kossuth-díjas magyar színésznő († 1987)
- 1939 – Tabei Dzsunko japán hegymászónő, az első nő, aki feljutott a Mount Everest csúcsára († 2016)
- 1939 – S. Tóth József Jászai Mari-díjas magyar színész († 2002)
- 1940 – Anna Karina (sz. Hanna Karin Blarke Bayer) dán származású francia színésznő († 2019)
- 1944 – Richard Robarts (Richard Andrew Roberts) brit autóversenyző
- 1948 – Végh Ferenc magyar színész († 2019)
- 1951 – David Coverdale, a Deep Purple és Whitesnake együttesek énekese
- 1954 – Gőz László magyar harsonaművész
- 1955 – Kristály Kriszta magyar énekesnő, előadóművész
- 1957 – Nick Cave ausztrál zenész
- 1958 – Andrea Bocelli olasz operaénekes, tenor
- 1958 – Franco Forini svájci autóversenyző
- 1958 – Major Zsolt magyar színész
- 1963 – Kurucz Péter újságíró, főszerkesztő–műsorvezető
- 1964 – Bonnie Hunt amerikai színésznő
- 1964 – Gécsek Tibor magyar kalapácsvető
- 1967 – Félix Savón kubai ökölvívó
- 1970 – Dejan Perić szerb kézilabdakapus
- 1971 – Márta Lujza norvég hercegnő
- 1976 – Martin Solveig francia producer, dj
- 1979 – Emilie Autumn amerikai énekesnő és hegedűművésznő
- 1982 – Kitadzsima Kószuke japán úszó
- 1985  – Jerma985 amerikai livestreamer, youtuber, szinkronszínész
- 1986 – Sergei Dobrin orosz műkorcsolyázó
- 1987 – Tom Felton angol színész
- 1988 – Szabó Zsófia magyar színésznő, műsorvezető
- 1989 – Sabine Lisicki német teniszező
- 1990 – Akın Akınözü török színész
- 2006 – Ayden Heaven angol labdarúgó

## Halálozások
- 1520 – I. Szelim, az Oszmán Birodalom kilencedik szultánja (* 1465)
- 1572 – François Clouet francia festőművész (* 1515)
- 1752 – Báró Apor Péter erdélyi magyar történetíró, főispán, főkirálybíró (* 1676)
- 1774 – XIV. Kelemen pápa (* 1705)
- 1814 – August Wilhelm Iffland német színész, intendáns és drámaíró (* 1759)
- 1828 - Saka Zulu a Zulu Birodalom legbefolyásosabb vezetője (* 1787)
- 1852 – William Tierney Clark angol mérnök, a budapesti Széchenyi lánchíd tervezője (* 1783)
- 1897 – Charles Denis Bourbaki francia tábornok, a Bourbaki-csoport névadója (* 1816)
- 1906 – Oscar Levertin svéd író, költő, irodalomtörténész, kritikus (* 1862)
- 1914 – Alain-Fournier (er. Henri Alban Fournier) francia regényíró, elesett az I. világháborúban (* 1886)
- 1916 – Ágai Adolf humorista és lapszerkesztő, tanult orvos, a Kisfaludy Társaság tagja (* 1836)
- 1919 – Gáspár Alajos, magyarországi szlovén író (* 1848)
- 1924 – báró kövessházi Kövess Hermann hadmérnök, cs. és kir. tábornagy, első világháborús hadvezér (* 1854).
- 1930 – Szakovics József, a magyarországi szlovének nyelvének ápolója és védője (* 1874)
- 1945 – Vikár Béla etnográfus, műfordító, akadémikus (* 1859)
- 1956 – Frederick Soddy Nobel-díjas angol kémikus (* 1877)
- 1958 – Jimmy Reece amerikai autóversenyző (* 1929)
- 1972 – Csohány Gabriella magyar író, költő, szerkesztő (* 1919)
- 1974
  - Járay Pál magyar származású svájci feltaláló, az aerodinamika úttörője, például szabadalma alapján készült a Volkswagen Bogár karosszériája (* 1889)
  - Imre Lajos magyar kémikus, egyetemi professzor, a magyar radiokémia meghatározó alakja (* 1900)
- 1979 – Otto Robert Frisch osztrák-brit fizikus, részt vett az atombomba kifejlesztését célzó Manhattan tervben (* 1904)
- 1986 – Asbóth József teniszbajnok, edző (* 1917)
- 1988 – Sugár Rezső magyar zeneszerző (* 1919)
- 1989 – Irving Berlin (er. Israel Isidore Beilin), orosz születésű amerikai zeneszerző, dalszövegíró (* 1888)
- 1989 – Lakatos István erdélyi magyar zenetörténész, népzenekutató, főiskolai tanár (* 1895)
- 1999 – George C. Scott Oscar-díjas amerikai színész, rendező, producer (* 1927)
- 2001 – Isaac Stern zsidó származású amerikai hegedűművész (* 1920)
- 2007 – Vukovich György statisztikus, demográfus, szociológus, a Központi Statisztikai Hivatal elnöke 1990 és 1995 között (* 1929)
- 2007 – Marcel Marceau francia pantomimművész (* 1923)
- 2010 – Ulbrich András a Magyar Rádió bemondója, televíziós bemondó, műsorvezető (* 1946)
- 2019 – Sára Sándor kétszeres Kossuth-díjas magyar operatőr, filmrendező, a nemzet művésze (* 1933)
- 2023 – Dávid Katalin kétszeres Széchenyi-díjas magyar művészettörténész (* 1923)
- 2024 – Hegyi Árpád Jutocsa magyar rendező, színházigazgató, egyetemi tanár (* 1955)

## Nemzeti ünnepek, emléknapok, világnapok
- Orrszarvúak világnapja (2010)
- Európai mobilitási hét utolsó napja és autómentes nap
- Mali: a függetlenség napja (1960)
- Amerikai Egyesült Államok: amerikai üzletasszonyok napja
- Bulgária: a szabadság napja
- OneWebDay

## Megjegyzés
1. ↑  A nap-éj egyenlőség a naptárrendszer miatt szeptember 23-ára is eshet.